# مهرآباد (کوهستان)
مهرآباد روستایی در دهستان کوهستان بخش مرکزی شهرستان نائین استان اصفهان ایران است.
این روستا در مسیر جاده نایین ورزنه واقع شده‌است و فاصله آن تا شهرستان ورزنه ۳۲ کیلومتر می‌باشد.

## جمعیت
بر پایه سرشماری عمومی نفوس و مسکن در سال ۱۳۹۵ جمعیت این روستا کمتر از ۳ خانوار بوده‌است.